# Kuşadası (stad)
Kuşadası is een Turkse badplaats, 90 kilometer ten zuiden van İzmir (70 kilometer van de luchthaven van Izmir) in West-Turkije en ongeveer ter hoogte van het Griekse eiland Samos. Kuşadası ligt aan de westkust van Turkije, en is een populaire vakantiebestemming voor toeristen. In de zomer telt de stad ongeveer 300.000 inwoners, in de winter is dit ongeveer 50.000. Veel mensen hebben namelijk een vakantiewoning in deze stad. De naam komt van 'kuş' (vogel) en 'ada' (eiland) en verwijst naar het duiveneiland dat voor de kust ligt.
Kuşadası heeft een veerdienst die op Griekenland vaart. Van april tot eind oktober is het dichtbijgelegen eiland Samos daarmee gemakkelijk bereikbaar.

## Bezienswaardigheden in en rond Kuşadası
- Diverse stranden
- Grote jachthaven
- Diverse moskeeën
- Duiveneiland
- Archeologische plaatsen in de buurt, zoals Efeze en Priëne

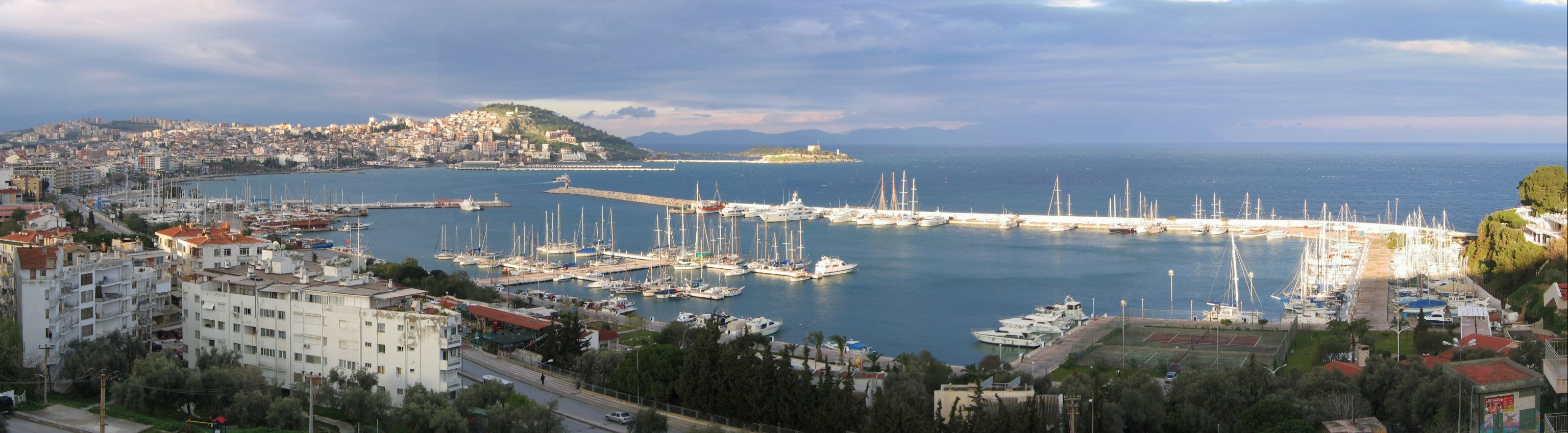
Kuşadası

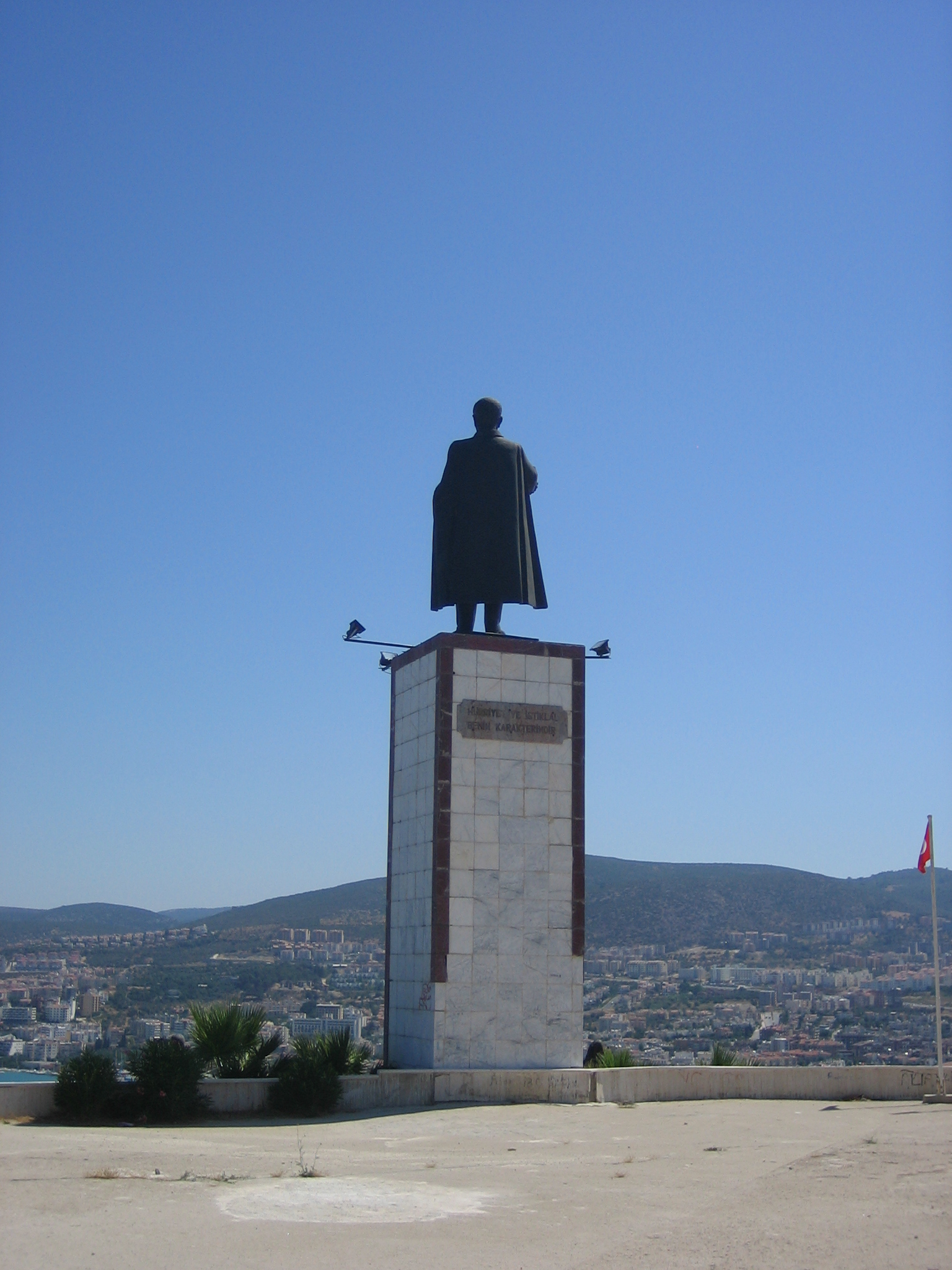
Het standbeeld van Atatürk

- Library of Congress Control Number: n88159279
- Nationale Bibliotheek van Tsjechië: xx0054378
- Nationale Bibliotheek van Israël: 987007562676805171
- Virtual International Authority File: 244262816
- WorldCat: E39PBJmp8wYMRjCPh3V9pMmDbd